# Embaixada do Congo em Brasília
A Embaixada do Congo em Brasília é a principal representação diplomática congolesa no Brasil. Brasil e Congo estabeleceram relações diplomáticas em 1980, com a embaixada brasileira em Brazzaville sendo fundada em 2005.

## Histórico
Com o estabelecimento das relações diplomáticas entre ambos os países na década de 1980, o presidente congolês Denis Sassou Nguesso visitou o Brasil em 1984. Em 2003, o país africano inaugurou seu consulado honorário em Fortaleza. Em 2007, o mandatário brasileiro Luiz Inácio Lula da Silva visitou o Congo e, no mesmo ano, aquele país anunciou que construiria sua embaixada na capital federal brasileira. A inauguração só ocorreu no ano seguinte.